# Boomgat
Het Boomgat was een geul tussen de toenmalige zandplaat Noordsvaarder en Terschelling. Het was een route voor scheepsverkeer tussen de Noordzee en het Nederlandse deel van de Waddenzee. Het liep zuidwaarts uit op het Schuitengat. Verzanding van het Boomgat zorgde er uiteindelijk voor dat de Noordsvaarder aan Terschelling vast kwam te zitten.
Op kaarten van 1796 is nog sprake van een volledige doorgang, toen soms ook Schellingergat genaamd. In 1892 is deze geheel verdwenen. 
Het Westerboomgat ligt ten westen van het "oude" Boomgat. Ook het Westerboomgat is bezig langzaam te verzanden. 